# Encore Cars
Encore Cars war ein britischer Hersteller von Automobilen.

## Unternehmensgeschichte
John Hostler gründete 1992 das Unternehmen in Norwich in der Grafschaft Norfolk. Er begann mit der Produktion von Automobilen und Kits. Der Markenname lautete Encore. 1997 endete die Produktion, als Hostler bei Lotus Cars angestellt wurde. Insgesamt entstanden etwa zehn Exemplare.

## Fahrzeuge
Das einzige Modell war der Super 95. Dies war die Nachbildung des Lotus Elite. Die Basis bildete ein Fahrgestell mit vorderem und hinterem Hilfsrahmen. Darauf wurde eine Coupé-Karosserie aus Fiberglas montiert. Verschiedene Ford-Vierzylindermotoren vom Ford Escort und Ford Sierra trieben die Fahrzeuge an.